# To Serve Man (Zona crepusculară)
To Serve Man este episodul 89 al serialului american Zona crepusculară. A fost difuzat pe 2 martie 1962 pe CBS. Povestea este bazată pe o scurtă povestire publicată sub același titlu de Damon Knight în 1950. Episodul a fost scris de Rod Serling și regizat de Richard L. Bare⁠(d). Este considerat unul dintre cele mai bune episoade ale serialului, în special pentru răsturnarea de situație din final.

## Prezentare

### Introducere
| “ | Depus cu respect pentru examinare - un Kanamit. Înălțimea: puțin peste 2,7 metri. Greutate: aproximativ 159 de kilograme. Origine: necunoscută. Motivele? Despre asta rămân multe de spus, căci din moment în moment, vă vom ruga să dați noroc, metaforic vorbind, cu un Cristofor Columb din altă galaxie și din altă perioadă. Aceasta este Zona crepusculară. | ” |

### Intriga
Episodul începe cu Michael Chambers întemnițat de unul singur într-o celulă. O voce anunță masa, livrată printr-o mică deschidere din perete, pe care o refuză.
Următoarea scenă are loc câteva luni mai târziu, pe Pământ. Kanamiții, o rasă de extratereștri cu înălțimea de 2.7 metri, aterizează pe o Terra măcinată de crize internaționale. În timp ce secretarul general anunță populația lumii cu privire la venirea extratereștrilor în cadrul unei conferințe de presă a Națiunilor Unite, unul dintre extratereștri se adresează delegaților și jurnaliștilor prin  telepatie. Acesta susține că rasa sa a ajuns pe Pământ pentru a oferi ajutor umanitar prin împărtășirea tehnologiei lor avansate, inclusiv un generator atomic care poate furniza energie electrică pentru câțiva dolari, un îngrășământ cu azotat care să eradicheze foametea și un câmp de forță care să împiedice războaiele internaționale. După ce răspunde la întrebările celor prezenți, extraterestrul pleacă și lasă o carte în limba kanamită. Aici îl întâlnim pe Michael Chambers, criptograf al guvernului Statelor Unite, însărcinat cu traducerea textului.
Inițial suspecți față de o rasă extraterestră sosită brusc pe Pământ, liderii internaționali încep să fie convinși de bunăvoința Kanamiților, a căror scop este să pună capăt foametei, conflictelor și lipsei de energie. După traducerea titlului cărții - To Serve Man (în română Pentru a-i servi omului) - de către Patty, membru al personalului însărcinat cu decodificarea textului kanamit, aceștia încep să aibă încredere în ei. Kanamiții sunt interogați cu aparatul poligraf la cererea delegaților ONU. Când își declară intențiile binevoitoare, poligraful indică faptul că extraterestrul spune adevărul.
În curând, oamenii se oferă voluntari pentru excursii pe planeta natală a Kanamiților, pe care o descriu drept un paradis. Kanamiții au acum ambasade în fiecare oraș important de pe Pământ. Odată cu desființarea forțelor armate ale SUA și realizării păcii mondiale, criptografii își pierd locul de muncă, dar Patty încearcă încă să descopere sensul textului din Pentru a-i servi omului.
Sosește ziua excursiei pe planeta Kanamiților pentru Chambers. În momentul în care se pregătește de îmbarcare pe nava spațială, Patty aleargă spre acesta panicată. Este împiedicată de un gardian Kanamit să ajungă la el, dar Patty strigă: „Domule Chambers, nu te îmbarca! Restul cărții - Pentru a-i servi omului - este... este o carte de bucate!” Chambers încearcă să fugă, dar un Kanamit îi blochează drumul, scările se retrag și nava părăsește planeta.
Chambers se află la bordul navei spațiale și i se oferă masa. Acesta aruncă pe jos, dar un Kanamit recuperează mâncarea și îl încurajează să mânânce: „Nu am vrea să slăbești”. În cele din urmă, Chambers sparge zidul imaginar dintre public și actori, spunând: „Tu ce părere ai? Ești încă pe Pământ sau pe navă cu mine? Nu-i oricum mare diferență, deoarece mai devreme sau mai târziu, toți suntem în meniu... fiecare dintre noi”. Episodul se încheie cu Chambers care cedează din cauza foamei și începe să mânânce.

### Concluzie
| “ | Amintirile unui anume Michael Chambers, cu flashbackurile și solilocviile potrivite. Sau, mai simplu spus, evoluția omului. Ciclul trecerii de la țărână la deșert. Metamorfoza de la conducător al planetei la un ingredient în supa cuiva. Este meniul acestei seri din Zona crepusculară. | ” |

## Distribuție
- Lloyd Bochner - Michael Chambers
- Richard Kiel - Kanamiții
- Susan Cummings - Patty
- Joseph Ruskin - vocea Kanamitului (necreditat)
- Hardie Albright - secretar general
- Theodore Marcuse - cetățeanul Gregori
- Bartlett Robinson - colonelul #1
- Carleton Young - colonelul #2 (creditat - Carlton Young)
- Nelson Olmsted - om de știință
- Robert Tafur - domnul Valdes
- Studiu Lomax - Leveque
- Jerry Fujikawa -  delegat japonez (creditat - JH Fujikawa)